# دالفسن
دالفسن (به هلندی: Dalfsen) یک شهرستان در هلند است که در افریسل واقع شده‌است. دالفسن ۳ متر بالاتر از سطح دریا واقع شده‌است.

## نگارخانه

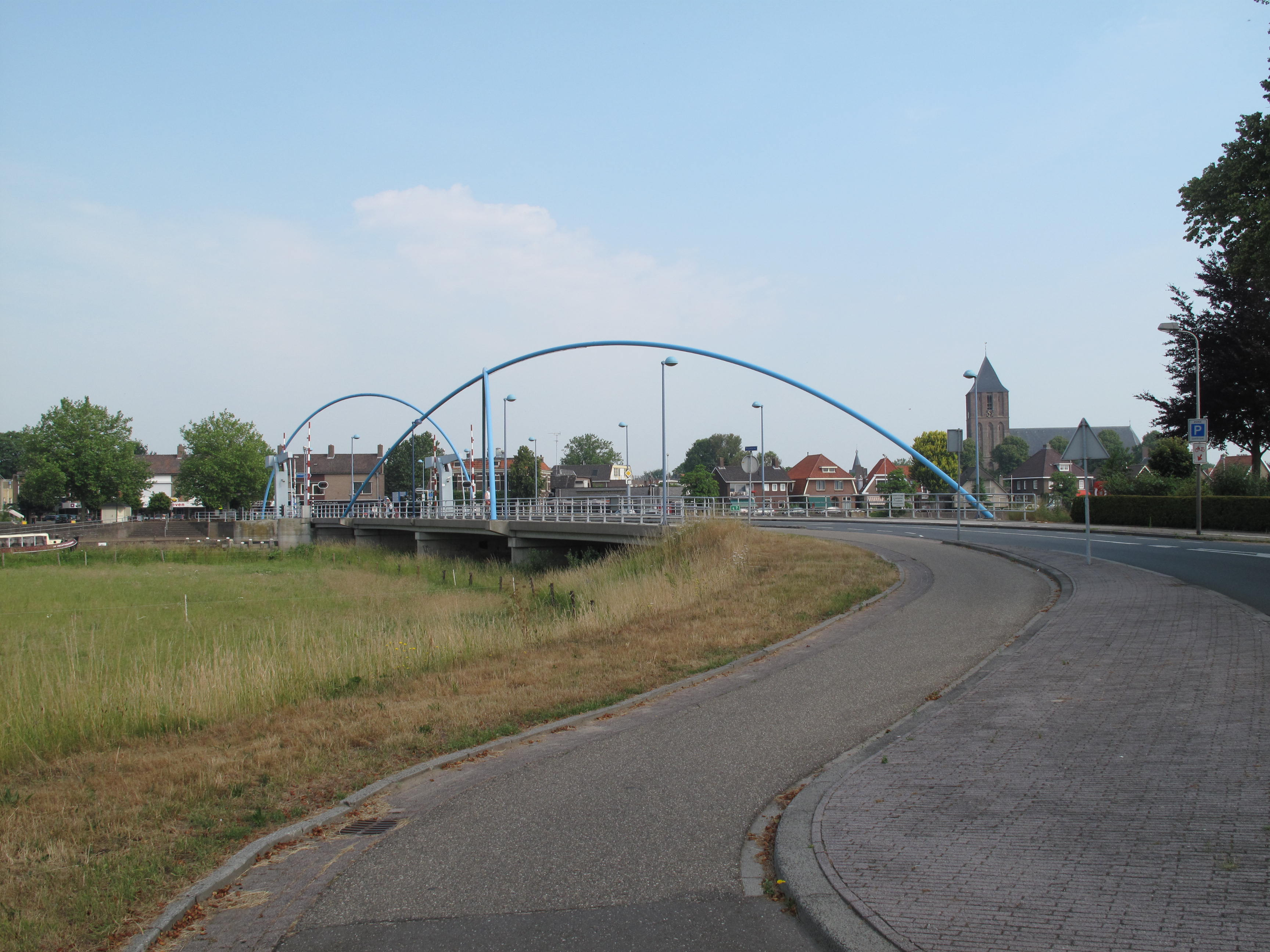
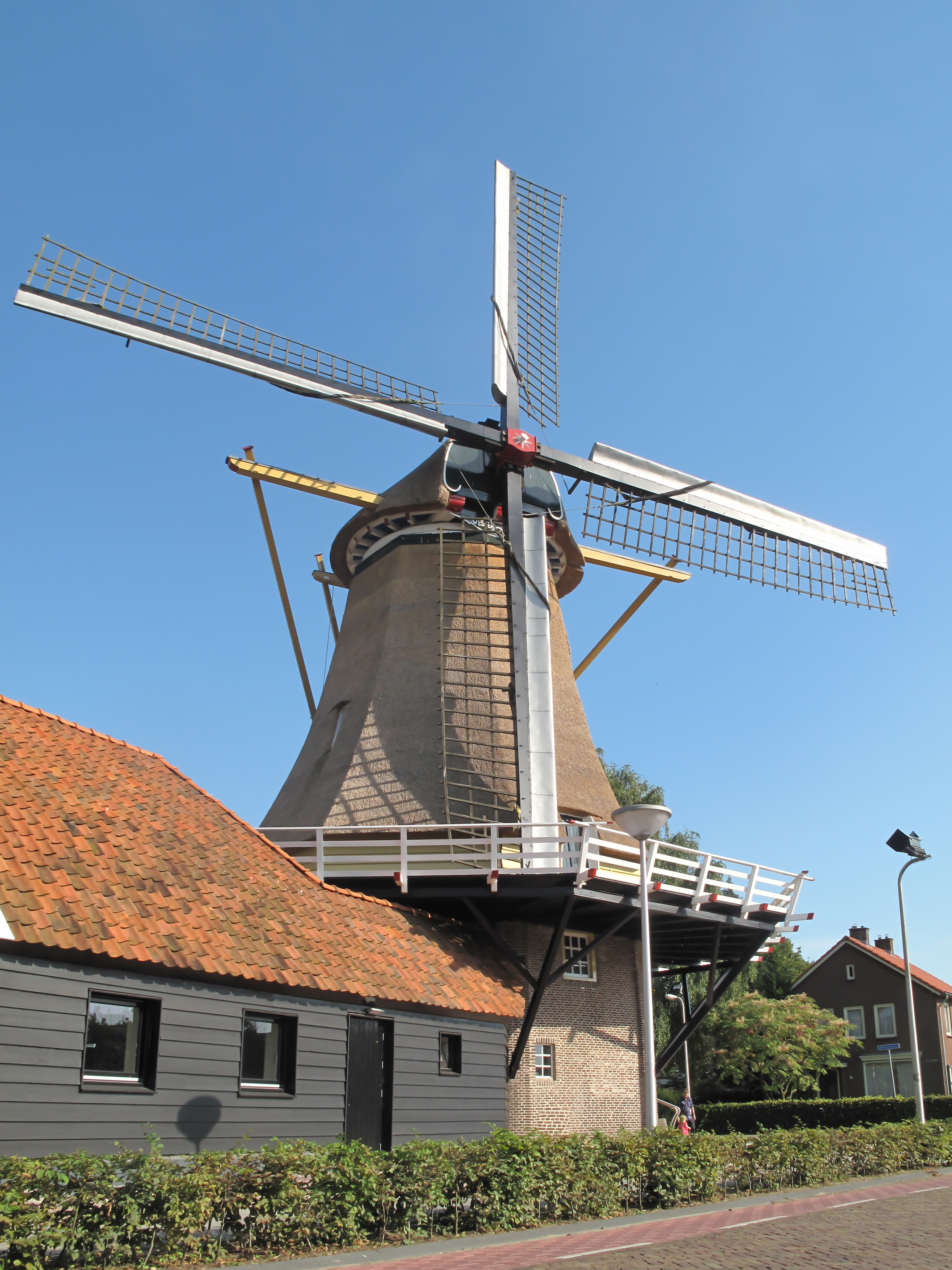
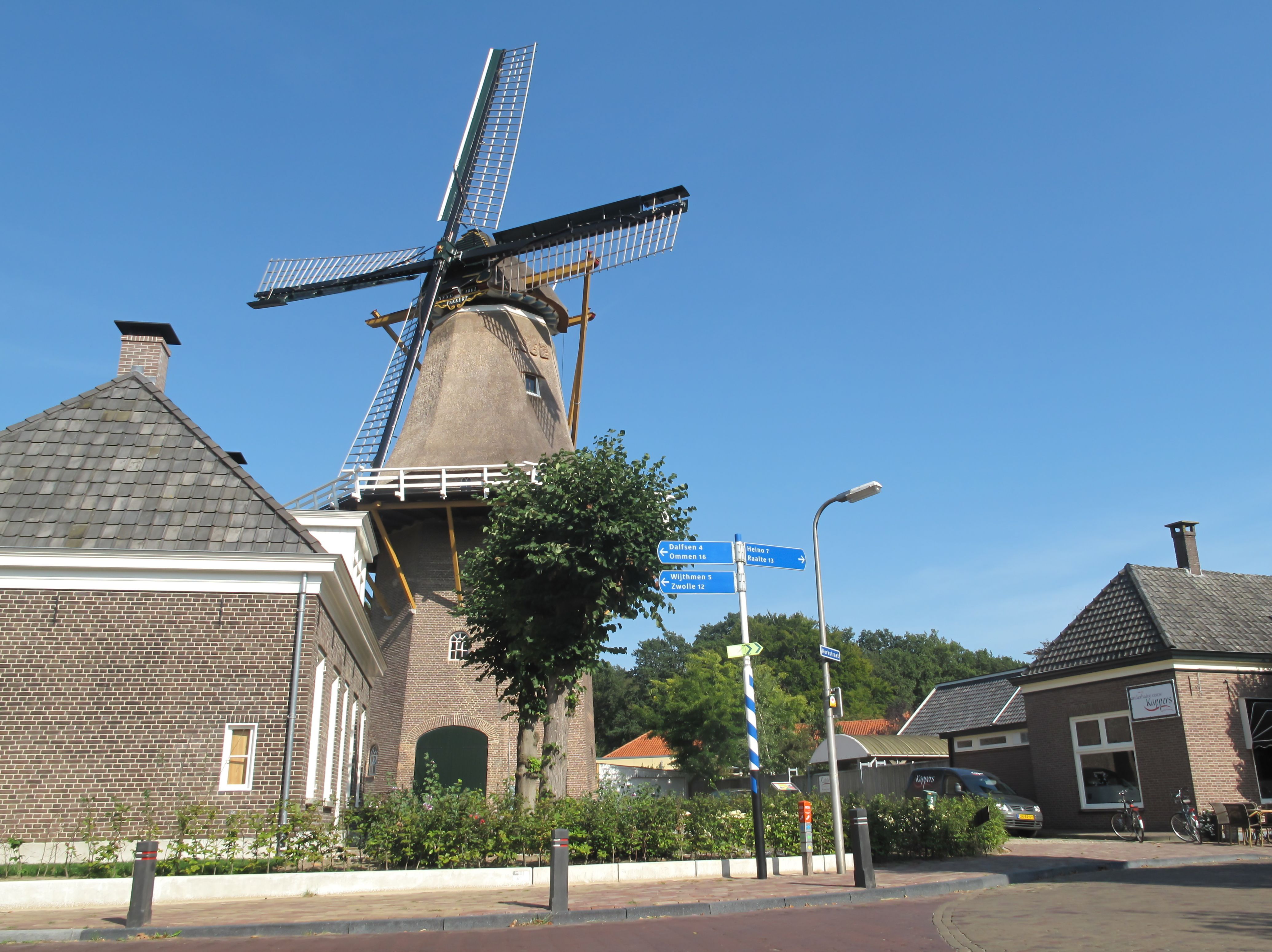

## خواهرخوانده
شهر هورستل خواهرخواندهٔ دالفسن هست.